# 轻舟货运飞船
轻舟货运飞船（也称为“轻舟一号”）由中华人民共和国中国科学院微小卫星创新研究院研制的一种货运飞船，应用于中国载人航天工程中国空间站低成本货物运输系统。
轻舟货运飞船初样试飞船计划于2025年9月作为力箭二号运载火箭首飞载荷发射，开展在轨试验任务。正样首飞船计划于2026年具备出厂条件。

## 名称
“轻舟”一词源于李白的诗句“轻舟已过万重山”，代表的是攻坚克难、坚毅前行的锐意力量，也是探索星空，逐梦九天的勇于敢为。

## 历史
2023年5月16日，中国载人航天工程办公室发布低成本货物运输系统总体方案征集公告，主要技术指标要求为货物运输航天器密封舱货物上行能力不小于1.8吨，密封舱货物装载空间不小于7立方米；能够与空间站完成交会对接并在轨停靠不小于3个月；废弃物下行销毁能力不小于2吨；发射场测试发射流程不大于30天；货物运输成本不大于1.2亿元/吨等。
2023年9月25日，中国载人航天工程办公室发布初选结果公告，在9家单位提交的10份符合要求的方案中，中国科学院微小卫星创新研究院提交的方案名列4份获得工程支持的方案之一，进入方案详细设计阶段。
2024年1月12日，据报道，由中国科学院微小卫星创新研究院研制的低成本货运飞船获得中国载人航天工程总体的支持，进入了方案详细设计阶段，将于2025年作为力箭二号运载火箭首飞载荷发射。
2024年10月29日，中国载人航天工程办公室宣布，中国科学院微小卫星创新研究院的轻舟货运飞船方案与中国航空工业集团成都飞机设计研究所的昊龙货运航天飞机方案共同在低成本货物运输系统竞标中胜出，获得工程飞行验证阶段合同。
2025年4月24日，轻舟货运飞船模型在“中国航天日”科普展亮相。

## 设计
轻舟货运飞船采用一体化单舱构型，可搭载各种试验载荷，支持有人或无人参与的空间科学载荷和多种在轨试验。飞船重量约5吨，上行运力为1.8吨以上，下行销毁能力为2吨，货舱体积27立方米，装载容积约9立方米，舱内采取四层货架模式，共有40个货格。运输成本不大于1亿元/吨。 

## 参阅
- 天舟货运飞船
- 中国空间站低成本货物运输系统
  - 昊龙货运航天飞机
- 天鹅座号飞船